# National Mall
Die National Mall (auch The Mall, dt. Nationalpromenade) zwischen dem Kapitol und dem Lincoln Memorial ist ein Teil des Nationalparks National Mall & Memorial Parks im Zentrum von Washington, D.C., der Hauptstadt der Vereinigten Staaten.
Die Mall wird von Norden im Uhrzeigersinn durch Constitution Avenue, Pennsylvania Avenue, 1st Street, Maryland Avenue, Independence Avenue und 14th Street begrenzt; sie ist damit ca. 4,8 km lang und 500 m breit. Jefferson Drive und Madison Drive verlaufen parallel längs, die 3rd, 4th und 7th Street quer durch den Park, während die 9th und 12th Street ihn untertunneln.
Die Prachtallee beherbergt neben dem Lincoln Memorial auch das Vietnam Veterans –, das National World War II –, das Martin Luther King, Jr. National – und das Korean War Veterans Memorial.
Der US-Regierungssitz Weißes Haus grenzt mit seinem Garten und Vorgarten an die National Mall. Vom Washington Monument hat man einen guten Blick auf den Amtssitz des US-Präsidenten; an dieser Sichtachse liegt auch der German-American Friendship Garden. Ferner sind diverse Museen an der langen Parkallee vertreten, dabei allein neun der insgesamt vierzehn Smithsonian-Museen, darunter das National Air and Space Museum und die National Gallery of Art.
Am 15. Oktober 1966 wurde die National Mall als Historic District („Historisches Viertel“) in das National Register of Historic Places („Nationales Register historischer Plätze“) eingetragen.

## Ort von Protesten und Groß-Veranstaltungen

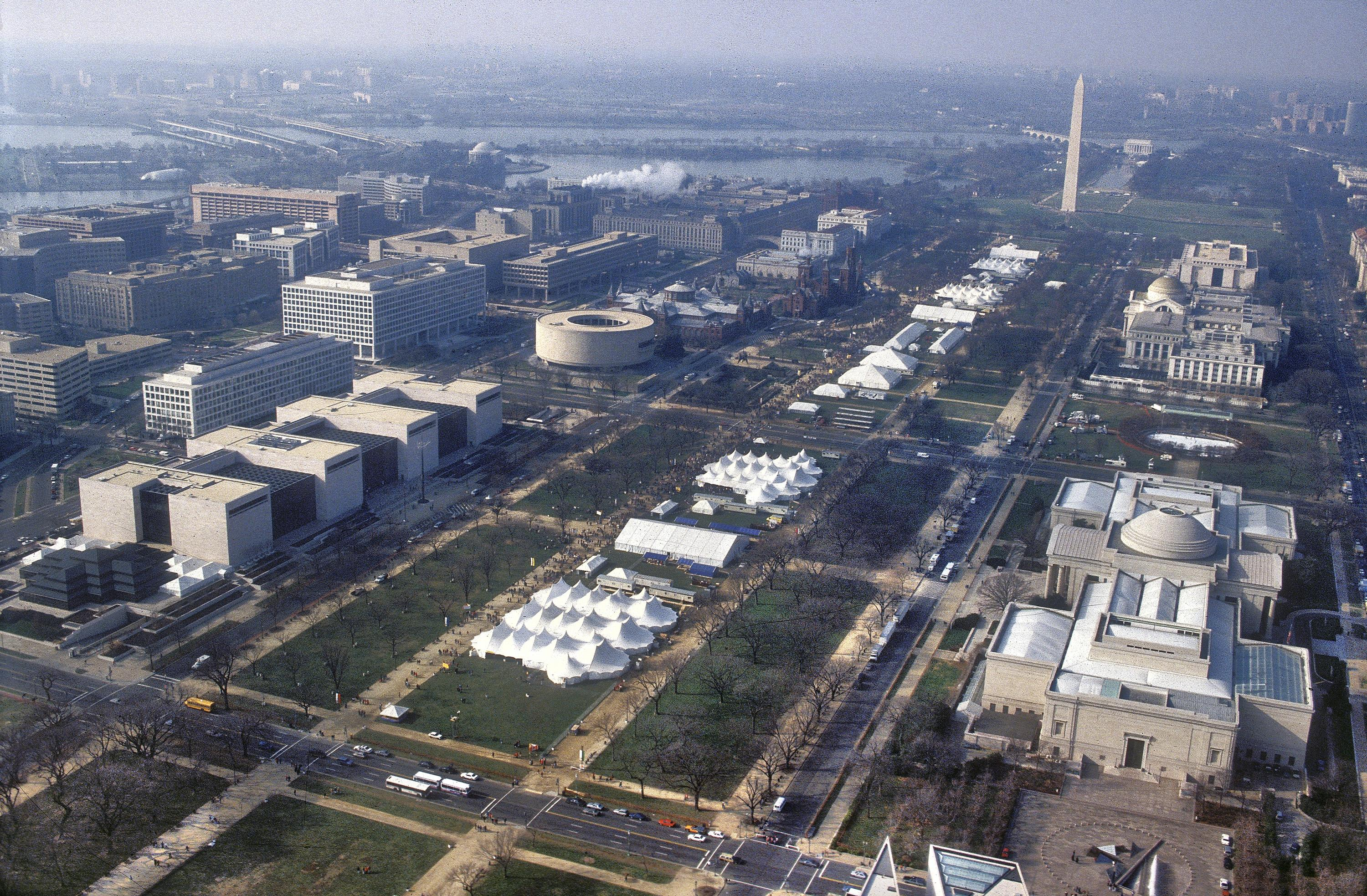
Die National Mall am 20. Januar 1993 bei der Amtseinführung des 42. US-Präsidenten Bill Clinton

Die National Mall diente und dient immer wieder zum Aufmarsch von teils historischen Massenkundgebungen und für andere Großveranstaltungen:
- 1913 endete hier einer der „Suffrage Hikes“ („Wahlrechtsmärsche“) zur Sensibilisierung der amerikanischen Öffentlichkeit für die Forderung nach dem vollen Frauenwahlrecht in allen Bundesstaaten der USA.
- Am 28. August 1963 versammelten sich etwa 250.000 Menschen zum March on Washington for Jobs and Freedom („Marsch auf Washington für Arbeit und Freiheit“).
- Am 15. November 1969 fand in Washington die mit etwa einer halben Million Teilnehmenden größte Protestaktion gegen den Vietnamkrieg statt (siehe Kriegsopposition in den USA).
- Der March for Life („Marsch für das Leben“) ist eine seit 1974 jährlich in Washington stattfindende Demonstration der Lebensrechtsbewegung.
- Am 14. Oktober 1979 fand in Washington der erste National March on Washington for Lesbian and Gay Rights mit über 100.000 Teilnehmern statt.
- Der „Millionen-Mann-Marsch“ (englisch Million Man March), eine Massenkundgebung afroamerikanischer Männer mit geschätzt zwischen 500.000 und einer Mio. Teilnehmenden fand hier am 16. Oktober 1995 statt: Er diente einem Appell zur Einigung der Schwarzen in den Vereinigten Staaten und an ihre moralischen Werte.
- Im Juli 2007 fand hier eines der Live-Earth-Konzerte statt.
- Am 20. Januar 2009 versammelten sich rund zwei Mio. Menschen anlässlich der Amtseinführung des US-Präsidenten Barack Obama.
- Am 21. Januar 2017, dem Tag nach der Amtseinführung Donald Trumps als US-Präsident, versammelten sich wohl über eine halbe Million Menschen (laut Veranstaltern 700.000) zum Women’s March on Washington, um gegen Trump und seine Präsidentschaft zu demonstrieren.
- Am 24. März 2018 nahmen beim March for our lives („Marsch für unsere Leben“) auf der Pennsylvania Avenue, einer ebenfalls zum Kapitol führenden Parallelstr. der National Mall. ca. 800.000 Menschen teil. Dies war ein Höhepunkt der nach dem Schulmassaker von Parkland (Florida) vor allem von Schülern und Studenten ausgehenden Proteste für schärfere Waffengesetze und gegen die Rolle der National Rifle Association (NRA) (→ Never Again MSD).[2]

## Sehenswürdigkeiten an der National Mall
| 1. Washington Monument 2. National Museum of American History 3. National Museum of Natural History 4. National Gallery of Art Sculpture Garden 5. West Building of the National Gallery of Art 6. East Building of the National Gallery of Art | 1. Kapitol 2. Capitol Reflecting Pool mit Ulysses S. Grant Memorial 3. United States Botanic Garden 4. National Museum of the American Indian 5. National Air and Space Museum 6. Hirshhorn Museum and Sculpture Garden | 1. Arts and Industries Building 2. Smithsonian Institution Building („The Castle“) 3. Freer Gallery of Art 4. Arthur M. Sackler Gallery 5. National Museum of African Art |

## Filme
- Museen der Welt: Die Mall in Washington. Eine Produktion des Saarländischen Rundfunks/Fernsehen, 1982.
Dreiteilige Dokumentation: 1) Stifter und Steuer; 2) Forscher und Festivals; 3) Wesen und Wiedererkennung, jeweils 45'. Buch und Regie: Klaus Peter Dencker
- Museen der Welt. Die Mall live. Eine Produktion des Saarländischen Rundfunks/Fernsehen, 1982, 45´. Buch und Regie wie vor